# Karen Leach
Karen Leach, ancienne nageuse irlandaise. Victime d'abus sexuels par son entraîneur, elle intervient comme psychothérapeute et conseillère homologuée pour la protection de l'enfance dans le sport.

## Biographie
Dès l’enfance, Karen Leach se passionne pour la natation. Grâce à ses performances aux jeux communautaires, elle est remarquée par l’entraîneur irlandais Derry O'Rourke qui lui promet une sélection afin de représenter l’Irlande aux Jeux Olympiques. Entre dix et dix-sept ans, membre du club de natation du Kings Hospital, elle est régulièrement victime d’abus sexuels de la part de son entraîneur. 
En 1998, Derry O'Rourke est condamné à douze ans de prison pour agression sexuelle, attentat à la pudeur et abus sexuels sur mineur entre les années 1970 et années 1990. La famille de Karen Leach prend connaissance de ces faits dans la presse. Sa mère, dévastée de n’avoir pu protéger sa fille, se suicide. Après plusieurs tentatives de suicide, Karen Leach passe dix années en soins psychiatriques, dont deux ans à l'hôpital. 
En 2009, son histoire est publié dans l’ouvrage Deep Deception: Ireland’s Swimming Scandals de Justine McCarthy. À la suite de cette publication, elle intervient aux quatre coins du monde afin de témoigner, et de sensibiliser les familles et fédérations sportives aux violences sexuelles dans le sport. En 2018, elle déclare à la BBC Sport : « Les parents ne comprennent pas la profondeur des abus, ils ne connaissent même pas la politique des clubs, parce qu'elle n'est pas suffisamment communiquée ».
En 2011, Karen Leach commence une formation de psychothérapeute. Après l’obtention de son homologation, elle se consacre aux victimes de violences sexuelles. Elle est spécialisée dans les systèmes familiaux et la théorie des choix.

## Militantisme et protection de l'enfance
Militante pour la protection de l’enfance, Karen Leach soutient une pratique sûre du sport. Elle est ambassadrice du programme européen VOICE (la voix) qui s’engage en faveur de la vérité, de la reconnaissance et de la dignité dans la lutte contre les violences sexuelles dont sont victimes les sportifs et sportives au cours de leur carrière en amateurs ou professionnels,. Elle intervient comme conseillère homologuée auprès d’organismes nationaux et internationaux.
En 2018, à l’occasion des Jeux Olympiques de la Jeunesse de Buenos Aires, elle assiste le Comité International Olympique dans son action d’éducation et de formation des sportifs et de leur entourage sur la question des violences sexuelles dans le sport. Elle lance également un appel aux participants du Forum "Olympisme en action" afin de d’œuvrer pour l’éradication du harcèlement sexuel et les abus sexuels dans le sport.
En 2020, Karen Leach participe au documentaire Violences sexuelles dans le sport, l'enquête réalisé par Pierre-Emmanuel Luneau-Daurignac pour Arte.

## Filmographie
- 2020 : Violences sexuelles dans le sport, l'enquête, Pierre-Emmanuel Luneau-Daurignac, Arte